# 角避比古神社
角避比古神社（つのさくひこじんじゃ）は、遠江国浜名郡にあった神社である。延喜式神名帳では遠江国で2つだけの大社の一つであり、名神大社に列している。明治4年（1871年）に「角避彦神社」として国幣中社に列せられたが、論社のどれが「角避比古神社」であるかを特定することができず、結局「鎮座地不明」として社格が除かれた。『特選神名牒』には「角避比古神は津の幸彦の神にして、湖口の開塞を知りて民の幸福を知ります神と云義にて、実は水門の功徳を称へ奉れる御名ならん」と記されている。元は浜名湖口の現在の湖西市側に鎮座していたが、明応7年（1498年）8月25日の大地震・大津波で流出した。
旧浜名郡内にこの名前の神社は現存せず、以下の3つの神社が論社とされている。
- 細江神社（浜松市浜名区細江町気賀996、旧郷社、祭神 建速素盞嗚尊・奇稻田姫尊）
- 湊神社（湖西市新居町新居1788、祭神 須佐之男命）
- 諏訪神社（湖西市新居町新居1379、旧郷社、祭神 建御名方命・八坂刀賣命）

## 概要

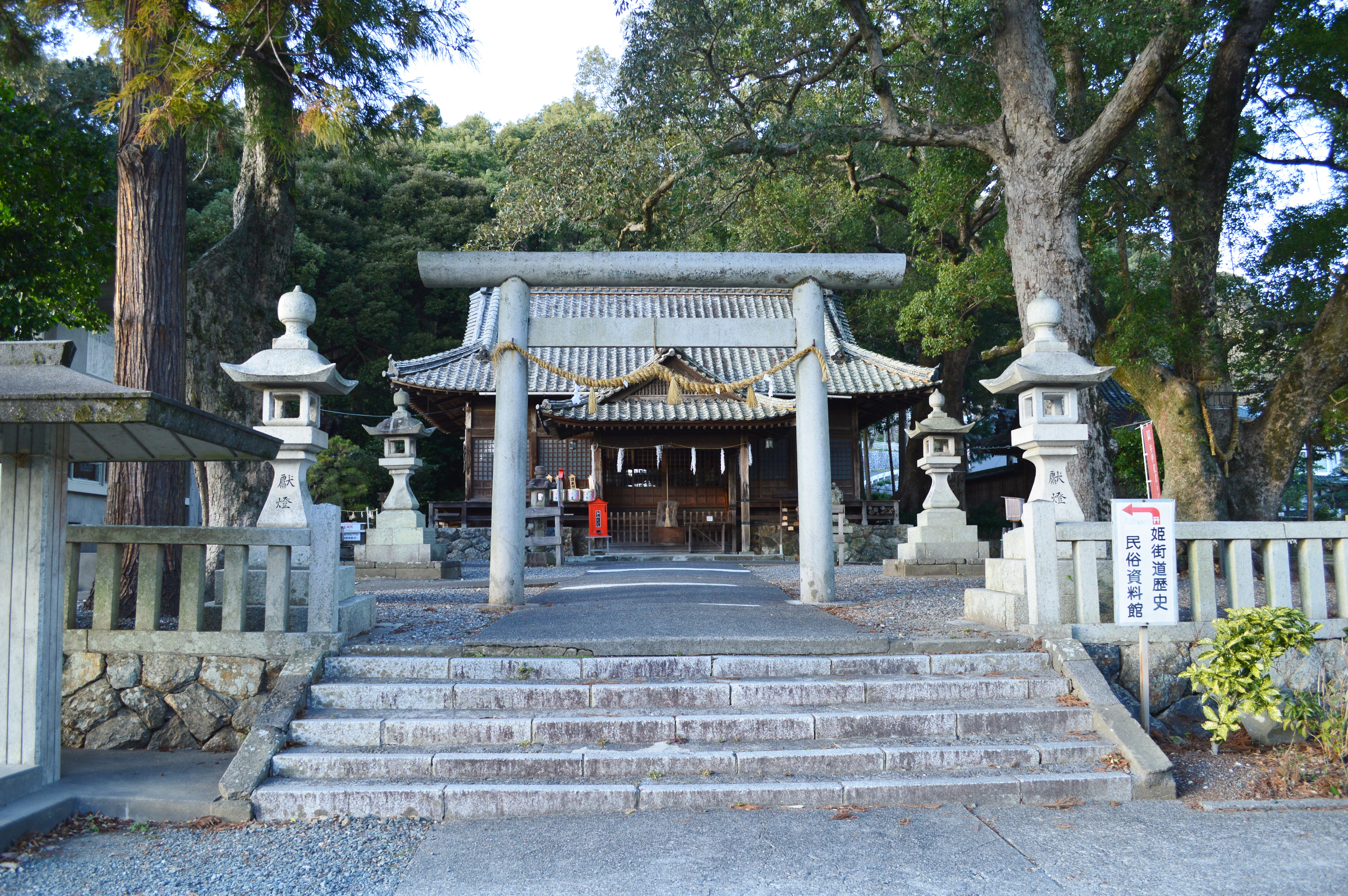
細江神社（浜松市浜名区細江町気賀）

細江神社の社伝によれば、角避比古神社の神体は村櫛（現 浜松市中央区村櫛町）へ漂着し、そこに仮宮が設けられた。それも永正6年（1509年）に津波により流され、神体が気賀郷の赤池に漂着し、そこに仮宮が設けられた。翌永正7年（1510年）、現在地に正式な社殿が造営され、「牛頭天王社」と称して気賀郷の氏神とされたという。細江神社は地震の厄除けの神社としての信仰がある。
湊神社の社伝では、数度の遷座の末に宝永5年（1708年）に現在地に遷座したと伝え、社地が湊にあることから湊神社と称されるようになったとしている。
諏訪神社については、角避比古神社に比定する説もあるが、式内・猪鼻湖神社の後裔社とする説が有力であり、諏訪神社でもそのように称している。
なお、角避比古命が祭神として祭られている神社が存在する。若御子神社（浜松市古人見町754、旧村社、祭神 天之忍穂耳命・須佐之男命・角避比古命）である。もともと天之忍穂耳命・須佐之男命の二柱の神を祭る神社であったが、角避比古命が合祀された。その経緯は次の通りである。
口碑によれば、明応7年（1498年）の大津波で荒井崎（現　湖西市）の集落が流され、鎮守の神である角避比古神社も流された。その時集落の住民とともに角避比古神社の御神体の宮船が、小人見村（現　古人見町）の古橋七兵衛家の西側の岬に流れ着いた。現在、その漂着地点には小祠があり、元文2年（1737年）と寛保元年（1741年）の石籠がある。
昭和27年（1952年）、宮司・氏子総代連署の申請書に、口碑で伝えられている事や古橋家の文書をもとにした調書を添えて神社庁に提出、合祀が許可された。

細江神社、湊神社からも合祀の申請が出されていたにもかかわらず、許可されたのはこの若御子神社だけである。